# Себастьєн Алле
Себастьян Алле (фр. Sébastien Haller; нар. 22 червня 1994, Рис-Оранжис) — івуарійський футболіст, нападник клубу «Утрехт».

## Клубна кар'єра
Народився 22 червня 1994 року в місті Рис-Оранжис в родині івуарійця та француженки. Вихованець юнацьких команд футбольних клубів «Віньє» та «Бретіньї Фут», а 2007 року потрапив в академію «Осер». З 2010 року став виступати за дублюючу команду в Аматорській лізі Франції, де провів п'ять сезонів, взявши участь у 57 матчах чемпіонату. 26 червня 2011 року підписав свій перший професійний контракт з «Осером», погодившись на трирічну угоду.
Дебютував за першу команду 27 липня 2012 року в матчі Ліги 2 проти клубу «Нім». Забив перший гол 1 березня 2013 року в матчі проти клубу «Арль-Авіньйон» на 28-й минуте. Загалом відіграв за команду з Осера два з половиною сезони своєї ігрової кар'єри, взявши участь у 50 іграх другого за рівнем дивізіону Франції.
24 грудня 2014 року Себастьян був відправлений в оренду в нідерландський «Утрехт» до кінця сезону. Дебютував у Ередивізі 18 січня 2015 року в матчі проти клубу «Геренвен», а вже 15 лютого 2015 року в матчі проти клубу «Дордрехт» оформив «покер», який став першим в Ередивізі з 2011 року, коли чотири голи в одній грі забив Бас Дост. Загалом до кінця сезону француз забив 11 голів у 17 іграх чемпіонату і за підсумками турніру був визнаний найкращим футболістом клубу, отримавши премію імені Давіда ді Томмазо. В результаті нідерландський клуб викупив контракт гравця, який і в наступних двох сезонах був головним бомбардиром команди, забивши у Ередивізі 17 і 13 голів відповідно. Крім цього у Кубку Нідерландів 2015/16 забив 5 голів у 5 матчах і став найкращим бомбардиром турніру, вийшовши з командою до фіналу. Загалом же Алле за два з половиною роки у клубі забив 51 гол у 98 матчах в усіх турнірах.
15 травня 2017 року Алле підписав чотирирічну угоду з німецьким «Айнтрахтом» і в першому ж сезоні допоміг клубу вперше за 30 років виграти Кубок Німеччини, забивши по ходу турніру 4 голи у 5 іграх. Станом на 8 грудня 2018 року відіграв за франкфуртський клуб 41 матч в національному чемпіонаті.

## Виступи за збірні
2010 року дебютував у складі юнацької збірної Франції, взяв участь у 24 іграх на юнацькому рівні, відзначившись 10 забитими голами. У 2011 році був з командою до 17 років учасником юнацького чемпіонату світу в Мексиці, де забив гол на груповому етапі в грі з Аргентиною і дійшов з командою до чвертьфіналу, програвши там господарям турніру мексиканцям, які потім і виграли титул.
Протягом 2013—2014 років залучався до складу молодіжної збірної Франції. На молодіжному рівні зіграв у 27 офіційних матчах, забив 15 голів.
| Дата       | Місто        | Господарі            | Результат             | Гості        | Турнір                                     | Голи | Примітки |
| ---------- | ------------ | -------------------- | --------------------- | ------------ | ------------------------------------------ | ---- | -------- |
| 12-11-2020 | Абіджан      | Кот-д'Івуар          | 2 – 1                 | Мадагаскар   | Відбір до Кубка африканських націй 2021    | 1    | 23' 88'  |
| 17-11-2020 | Антананаріву | Мадагаскар           | 1 – 1                 | Кот-д'Івуар  | Відбір до Кубка африканських націй 2021    | -    | 90+1'    |
| 5-6-2021   | Абіджан      | Кот-д'Івуар          | 2 – 1                 | Буркіна-Фасо | товариський матч                           | -    |          |
| 11-6-2021  | Кейп-Кост    | Гана                 | 0 – 0                 | Кот-д'Івуар  | товариський матч                           | -    | 73'      |
| 3-9-2021   | Мапуту       | Мозамбік             | 0 – 0                 | Кот-д'Івуар  | Відбір до ЧС 2022                          | -    | 84'      |
| 6-9-2021   | Абіджан      | Кот-д'Івуар          | 2 – 1                 | Камерун      | Відбір до ЧС 2022                          | 2    | 69'      |
| 13-11-2021 | Котону       | Кот-д'Івуар          | 3 – 0                 | Мозамбік     | Відбір до ЧС 2022                          | -    | 86'      |
| 16-11-2021 | Яунде        | Камерун              | 1 – 0                 | Кот-д'Івуар  | Відбір до ЧС 2022                          | -    |          |
| 12-1-2022  | Дуала        | Екваторіальна Гвінея | 0 – 1                 | Кот-д'Івуар  | Кубок африканських націй 2021 - 1-й етап   | -    | 82'      |
| 16-1-2022  | Дуала        | Кот-д'Івуар          | 2 – 2                 | Сьєрра-Леоне | Кубок африканських націй 2021 - 1-й етап   | 1    | 72'      |
| 20-1-2022  | Дуала        | Кот-д'Івуар          | 3 – 1                 | Алжир        | Кубок африканських націй 2021 - 1-й етап   | -    |          |
| 26-1-2022  | Дуала        | Кот-д'Івуар          | 0 – 0 д.ч. (4-5 п.п.) | Єгипет       | Кубок африканських націй 2021 - 1/8 фіналу | -    | 105'     |
| 25-3-2022  | Марсель      | Франція              | 2 – 1                 | Кот-д'Івуар  | товариський матч                           | -    | 84'      |
| 29-3-2022  | Лондон       | Англія               | 3 – 0                 | Кот-д'Івуар  | товариський матч                           | -    | 86'      |
| 3-6-2022   | Ямусукро     | Кот-д'Івуар          | 3 – 1                 | Замбія       | Відбір до Кубка африканських націй 2023    | -    | 64'      |
| Усього     |              | Матчів               | 15                    |              | Голів                                      | 4    |          |

## Титули і досягнення

### Командні
- Володар Кубка Німеччини (1):

«Айнтрахт»: 2017-18
- Володар Кубка Нідерландів (1):

«Аякс»: 2020-21
- Чемпіон Нідерландів (2):

«Аякс»: 2020-21, 2021-22
Збірні
- Переможець Кубка африканських націй: 2024

### Особисті
- Найкращий бомбардир Кубка Нідерландів (1):

«Утрехт»: 2015–16 (5 голів)
- Найкращий бомбардир Чемпіонату Нідерландів (1):

«Аякс»: 2021-22 (21 гол)